# Định lý Wolstenholme
Trong toán học, định lý Wolstenholme phát biểu rằng với bất kỳ số nguyên tố {\displaystyle p\geq 5}, biểu thức đồng dư
{\displaystyle {2p-1 \choose p-1}\equiv 1{\pmod {p^{3}}}}
được thỏa mãn, trong đó dấu ngoặc ký hiệu hệ số nhị thức.  Để lấy ví dụ, với p = 7,thì 1716 lớn hơn một so với bội của 343. Định lý được lần đầu chứng minh bởi Joseph Wolstenholme trong 1862. Trong 1819, Charles Babbage chứng minh rằng nó cũng đồng dư với p2. Một biểu thức tương đương như sau
{\displaystyle {ap \choose bp}\equiv {a \choose b}{\pmod {p^{3}}}}
cho {\displaystyle p\geq 5}, chứng minh bởi Wilhelm Ljunggren (và trong trường hợp đặc biệt {\displaystyle b=1}, bởi J. W. L. Glaisher) lấy cảm hứng từ định lý Lucas.
Không có hợp số nào được biết thỏa mãn định lý Wolstenholme và hiện có giả thuyết rằng sẽ không có hợp số nào có thể thỏa mãn, xem dưới.  Một số nguyên tố thỏa mãn đồng dư với p4 được gọi là số nguyên tố Wolstenholme (xem dưới).
Định lý Wolstenholme có thể biểu diễn thành cặp đồng dư các số điều hòa (đã được tổng quát):
{\displaystyle 1+{1 \over 2}+{1 \over 3}+\dots +{1 \over p-1}\equiv 0{\pmod {p^{2}}}{\mbox{, và}}}
{\displaystyle 1+{1 \over 2^{2}}+{1 \over 3^{2}}+\dots +{1 \over (p-1)^{2}}\equiv 0{\pmod {p}}.}
Để lấy ví dụ, với p=7, biểu thức đầu tiên trong cặp nói rằng tử số của 49/20 là bội 49, trong khi biểu thức thứ hai trong cặp nói rằng tử số của 5369/3600 là bội của 7.

## Số nguyên tố Wolstenholme
Số nguyên tố p được gọi là số nguyên tố Wolstenholme khi và chỉ khi nó thỏa mãn điều kiện sau
{\displaystyle {{2p-1} \choose {p-1}}\equiv 1{\pmod {p^{4}}}.}
Nếu p là số nguyên tố Wolstenholme prime, thì định lý Glaisher được thỏa mãn với đồng dư p4.  Hiện có duy nhất hai số Wolstenholme được biết là 16843 và 2124679 (dãy số A088164 trong bảng OEIS); bất cứ số nguyên tố Wolstenholme nào khác đều phải lớn hơn 109. Kết quả này hợp với tranh luận heuristic rằng phần dư modulo p4 là bội giả ngẫu nhiên của p3.  Heuristic này phỏng đoán rằng số các số nguyên tố Wolstenholme nằm giữa K và N vào khoảng ln ln N − ln ln K.  Điều kiện Wolstenholme được kiểm tra lên tới 109, và theo heuristic thì có khoảng một số nguyên tố Wolstenholme nằm giữa 109 và 1024.  

## Chứng minh định lý
Có nhiều hơn một cách để chứng minh định lý Wolstenholme.  Đây là bài chứng minh sử dụng phiên bản của Glaisher bao gồm cả đại số và tổ hợp.
Gọi p là số nguyên tố bất kì, và đặt a và b là hai số nguyên khác không bất kì.  Khi đó tập A chứa ap phần tử có thể chia thành a vành với độ dài p, mỗi vành có thể được quay tùy ý. Do đó tổng trực tiếp của a nhóm cyclic cấp p tác động trên A, và theo mở rộng nó cũng tác động trên các tập con với cấp bp.  Mỗi quỹ đạo của tác động nhóm này có pk phần tử, với k là số vành chưa hoàn thiện, tức là có k vành chỉ giao một phần với tập con B trong quỹ đạo.  Có {\displaystyle \textstyle {a \choose b}} quỹ đạo với kích thước 1 và không có quỹ đạo nào với kích thước p.  Do đó ta thu được định lý Babbage
{\displaystyle {ap \choose bp}\equiv {a \choose b}{\pmod {p^{2}}}.}
Xét quỹ đạo với kích thước p2, ta cũng thu được
{\displaystyle {ap \choose bp}\equiv {a \choose b}+{a \choose 2}\left({2p \choose p}-2\right){a-2 \choose b-1}{\pmod {p^{3}}}.}
Ngoài các hệ quả khác, phương trình này cho ta biết a=2 và b=1 chứng minh trường hợp chung cho dạng thứ hai của định lý Wolstenholme.
Chuyển từ tổ hợp sang đại số, cả hai vế của phương trình đồng dư đều là đa thức của a với mỗi b cố định.  Biểu thức do đó thỏa mãn cho bất kỳ số nguyên a, nếu b được cố định trước.  Cụ thể hơn nếu a=-1 và b=1, thì 
{\displaystyle {-p \choose p}\equiv {-1 \choose 1}+{-1 \choose 2}\left({2p \choose p}-2\right){\pmod {p^{3}}}.}
Phép đồng dư này trở thành phương trình cho {\displaystyle \textstyle {2p \choose p}} sử dụng quan hệ
{\displaystyle {-p \choose p}={\frac {(-1)^{p}}{2}}{2p \choose p}.}
Khi p lẻ, quan hệ thành
{\displaystyle 3{2p \choose p}\equiv 6{\pmod {p^{3}}}.}
Khi p ≠ 3, ta có thể chia hai vế bằng 3.

## Giả thuyết ngược lại
Hiện ta có giả thuyết rằng nếu

| {\displaystyle {2n-1 \choose n-1}\equiv 1{\pmod {n^{k}}}} | \| \| \| \| \| \| \| \| | (1) |
|                                                           |                         |     |
|                                                           |                         |     |
khi k=3, thì n là số nguyên tố.  Giả thuyết này có thể hiểu nếu xét trước với k = 1 và 2 cũng như 3.  Khi k = 1, từ định lý Babbage, phương trình trên chỉ thỏa mãn khi n = p2 với p là số nguyên tố lẻ, trong khi định lý Wolstenholme cho rằng nó thỏa mãn với n = p3 và p > 3, và nó thỏa mãn với n = p4 khi p là số nguyên tố Wolstenholme. Khi k = 2, nó thỏa mãn với n = p2 khi p là số nguyên tố Wolstenholme. Ba số sau, 4 = 22, 8 = 23, và 27 = 33 không thỏa mãn cho (1) với k = 1, nhưng các bình phương và lập phương khác của số nguyên tố thì thỏa mãn với (1) với k = 1. Chỉ có 5 hợp số không phải bình phương hay lập phương của số nguyên tố n thỏa mãn cho (1) với k = 1, các số đó được gọi là số giả nguyên tố Wolstenholme, các số đó là
27173, 2001341, 16024189487, 80478114820849201, 20378551049298456998947681, ... (dãy số A082180 trong bảng OEIS)
Ba số đầu tiên không phải lũy thừa hoàn hảo (dãy số A228562 trong bảng OEIS), và hai số cuối là 168434 và 21246794, 16843 và 2124679 là hai số nguyên tố Wolstenholme (dãy số A088164 trong bảng OEIS). Ngoài ra, với ngoại lệ của 168432 và 21246792, không có hợp số nào được biết thỏa mãn cho (1) với k = 2, hay k = 3.  

## Tổng quát
Leudesdorf chứng minh rằng nếu n là số tự nhiên nguyên tố cùng nhau với 6, thì ta được:
{\displaystyle \sum _{i=1 \atop (i,n)=1}^{n-1}{\frac {1}{i}}\equiv 0{\pmod {n^{2}}}.}